# Andrzej Mostowski
Andrzej Mostowski   (Lviv, 1 de novembre de 1913 - Vancouver, 22 d'agost de 1975) va ser un matemàtic polonès.

## Vida i Obra
Mostowski va néixer a Lemberg, quan aquesta ciutat pertanyia a l'Imperi Austrohongarès (avui es diu Lviv a Ucraïna). El seu pare, que era professor al departament de química de la universitat, va ser mobilitzat el 1914 per la Primera Guerra Mundial i va morir el mateix any. La seva mare, empleada de banca, es va traslladar, amb la família, a Zakopane, on van romandre fins al 1920, quan van anar a viure a Varsòvia. El 1931, en acabar els estudis secundaris al prestigiós Liceu Stefan Batory, va ingressar a la universitat de Varsòvia per estudiat matemàtiques. Es va graduar el 1936 i, els anys successius va fer estudis de postgrau a la universitat de Viena (amb Kurt Gödel) i al ETH Zürich (amb Hermann Weyl i Paul Bernays). El 1938 va obtenir el doctorat a la universitat de Varsòvia amb una tesi dirigida nominalment per Kuratowski però que en realitat havia estat dirigida per Alfred Tarski, qui es pot considerar la seva principal inspiració. A continuació va començar a treballar al Serve Meteorològic Nacional, però l'esclat de la Segona Guerra Mundial el 1939, ho va trastocar tot.
Durant la guerra es va guanyar la vida donant classes particulars i fent de comptable per una petita fàbrica de paper, mentre també participava en les activitats de la universitat clandestina de Varsòvia (la oficial havia estat clausurada pels ocupants nazis). Després de l'Insurrecció de Varsòvia (agost-setembre de 1944), va haver d'abandonar la ciutat i, després d'evitar la deportació i de casar-se, va tornar a fer de comptable a una industria de Skierniewice (80 quilòmetres a l'oest de Varsòvia). Acabada la guerra el 1945, va obtenir l'habilitació per la docència universitària a la universitat Jagellònica de Cracòvia i, després d'una breu estança a la universitat de Łódź, va retornar a Varsòvia per a ser professor de la seva universitat, càrrec que va mantenir fins a la seva mort el 1975, mentre era de viatge a Vancouver.
Mostowski va publicar més d'un centenar d'articles científics. Els seus camps de treball principals van ser la lògica i els fonaments de les matemàtiques, però també va publicar alguns llibres de text d'àlgebra que van tenir força difusió, ja que entre 1953 i 1969 va ocupar la càtedra d'àlgebra. Els seus resultats més notables van ser en jerarquia aritmètica, teoria de la recursivitat, fonaments de la teoria de conjunts i teoria de models.